# Вейверлі (Кентуккі)
Вейверлі (англ. Waverly) — місто (англ. city) в США, в окрузі Юніон штату Кентуккі. Населення — 311 особа (2020).

## Географія
Вейверлі розташоване за координатами 37°42′35″ пн. ш. 87°48′54″ зх. д. / 37.70972° пн. ш. 87.81500° зх. д. (37.709733, -87.815111).  За даними Бюро перепису населення США в 2010 році місто мало площу 0,69 км², з яких 0,69 км² — суходіл та 0,00 км² — водойми.

## Демографія
Згідно з переписом 2010 року, у місті мешкало 308 осіб у 130 домогосподарствах у складі 80 родин. Густота населення становила 443 особи/км².  Було 136 помешкань (196/км²).
Расовий склад населення:
| - 92,9 % — білих - 5,8 % — чорних або афроамериканців |

До двох чи більше рас належало 1,3 %. Частка іспаномовних становила 0,6 % від усіх жителів.
За віковим діапазоном населення розподілялося таким чином: 25,3 % — особи молодші 18 років, 62,7 % — особи у віці 18—64 років, 12,0 % — особи у віці 65 років та старші. Медіана віку мешканця становила 41,6 року. На 100 осіб жіночої статі у місті припадало 97,4 чоловіків;  на 100 жінок у віці від 18 років та старших — 90,1 чоловіків також старших 18 років.
Середній дохід на одне домашнє господарство  становив 48 003 долари США (медіана — 42 250), а середній дохід на одну сім'ю — 54 600 доларів (медіана — 53 750). За межею бідності перебувало 15,0 % осіб, у тому числі 20,0 % дітей у віці до 18 років та 9,8 % осіб у віці 65 років та старших.
Цивільне працевлаштоване населення становило 123 особи. Основні галузі зайнятості: освіта, охорона здоров'я та соціальна допомога — 26,0 %, сільське господарство, лісництво, риболовля — 14,6 %, транспорт — 13,8 %, виробництво — 13,8 %.